# Ana Paula Lisboa
Ana Paula Lisboa é uma escritora, jornalista e apresentadora afro-brasileira, que vive entre o Rio de Janeiro e Luanda em Angola. As poesias e contos dela foram publicados em coleções nacionais e internacionais. Em 2014 recebeu o primeiro Prêmio Carolina de Jesus. É colunista do jornal O Globo.

## Vida
Ana Paula Lisboa nasceu no Rio de Janeiro no final dos anos 1980, a mais velha de quatro filhos de operários negros. Começou a escrever aos 14 anos e se formou na universidade em Língua e Literatura Portuguesa.
Em 2011 ingressou de Agência Redes Para Juventude. Começando como mediadora territorial das favelas de Cidade de Deus e Borel, no Rio de Janeiro, posteriormente trabalhou como coordenadora de metodologia. Os escritos dela sobre as favelas foram incluídos em duas coletâneas traduzidas para o francês.
Em dezembro de 2014, ela recebeu o primeiro Prêmio Carolina de Jesus, em homenagem a Carolina Maria de Jesus, concedido a pessoas que mudaram suas vidas através da literatura.
Ana Paula Lisboa esteve com Marielle Franco na reunião da Casa das Pretas, na região da Lapa , no Rio de Janeiro, antes do assassinato de Franco em 2016. A morte dele a fez reavaliar suas prioridades e passou a practicar ioga ao Candomblé :

É óbvio para todos que o assassinanto de Marielle (Franco) desencadeou essa onda de autocuidado, que me fez parar para me ouvir e de cuidar melhor de mim.
.
Ana Paula Lisboa era uma colaboradora da Jet Black Eyes (2017), coletânea de prosa afra-brasileira. Em 2019, participou da da oitava Festa Literária das Periferias (FLUP), realizada no Museu de Arte do Rio. Ela também esteve envolvida num projeto de livro – Carolinas: Uma Nova Geração de Escritores Negros – que surgiu e se desenvolveu a partir da oficinas de escrita da FLUP em 2020, que foram inspiradas no trabalho de Carolina Maria de Jesus seis décadas antes.
Como parte das comemorações dos 95 anos de O Globo em 2020, ela se juntou a outros jornalistas para debater polarização política e democracia com Rodrigo Maia e Luís Roberto Barroso.

## Obras
- (com Veruska Delfino) Dicionário Agência. Brasil: Agência de Redes para Juventude, 2014.
- (com Mário Feijó, Joana Ribeiro e outros) Je suis toujours favela. Paris: Anacaona, 2014. Traduzido por Paula Anacaona.
- (com Denise Homem, Fernando Molica e outros) Je suis encore favela. Paris: Anacaona, 2018. Traduzido por Paula Anacaona.